# Emil Bodholdt-Larsen
Emil Bodholdt-Larsen (født 15. februar 1999) er en fodboldspiller fra Danmark, der spiller for Lyngby Boldklub.

## Klubkarriere
Emil Bodholdt-Larsen fik sin debut på førsteholdet til kampen mellem Lyngby BK og AGF lørdag den 24. februar 2018, da han blev skiftet ind i det 90. minut.